# Modern Life Is War
Modern Life Is War ist eine US-amerikanische Melodic-Hardcore-Band, die 2002 in Marshalltown, Iowa, Vereinigte Staaten gegründet wurde. Die Band löste sich 2008 auf, kam 2012 jedoch wieder zusammen. Modern Life Is War wird von mehreren Post-Hardcore-Bands als Einfluss genannt.

## Geschichte
Modern Life Is War wurde 2002 in Marshalltown, Iowa, Vereinigte Staaten gegründet. Im selben Jahr erschien ihre erste EP Modern Life Is War über Lifeline Records. 2003 folgte das erste Studioalbum My Love. My Way. über das Label des Converge Sänger Jacob Bannon Deathwish Inc. Zwei Jahre später folgte über dasselbe Label Witness, welches das erfolgreichste Album der Band werden sollte. Kurz nach der Veröffentlichung verließen Gitarrist Matt Hoffmann und Bassist Chris Honeck die Band, sie wurden von Sjarm 13 und Tim Churchman ersetzt. Im Februar 2007 wurde bekannt, dass Modern Life Is War bei Equal Vision Records unterschrieben haben, im August folgte das Album Midnight in America.
Am 19. Februar 2008 kündigte die Band über MySpace an, dass sie sich nach einer letzten Amerika-Tour auflösen würde. Als Grund gab Sänger Jeffrey Eaton später an, dass das permanente Touren die Band zu stark belastet hätte.
Im September 2012 beschlossen die Gründungsmitglieder der Band wieder gemeinsam Musik zu machen und ein neues Album zu schreiben. Ein Jahr später wurde Fever Hunting über Deathwish Inc. veröffentlicht. Trotz der Reunion und des neuen Albums, beschloss die Band, zukünftig weniger zu touren und vor allem vereinzelte Konzerte in den USA und auf Festivals zu spielen. Dennoch folgte im April 2015 eine zehntägige Europa-Tour mit Shows in Großbritannien, Frankreich, Deutschland, Österreich und den Niederlanden.

## Stil
Modern Life Is War wird meist dem Hardcore Punk oder Melodic Hardcore zugeordnet. Sänger Jeffrey Eaton empfindet solche Einordnungen zwar als sinnvoll, sieht sich selber jedoch nicht einer gewissen Szene zugehörig. Flo Hayner von der Visions schrieb über die Alben Witness und Midnight in America, dass die „düstere Atmosphäre, gepaart mit dem heiseren, zwischen Anklage und Zuspruch aufgehängten Gesang und den nach vorne geprügelten Punk-Attacken [...] diese Werke zu Klassikern“ machen. Modern Life Is War ist Vorbild für mehrere Post-Hardcore-Bands, wie zum Beispiel Touché Amoré, La Dispute und Defeater.

## Diskografie

### Studioalben
- 2003: My Love. My Way. (Martyr/Deathwish)
- 2005: Witness (Deathwish)
- 2007: Midnight in America (Equal Vision)
- 2013: Fever Hunting (Deathwish)

### EPs
- 2002: Modern Life Is War EP (Lifeline)
- 2018: Tribulation Worksongs, Vol. 1 (Deathwish)
- 2018: Tribulation Worksongs, Vol. 2 (Deathwish)

### Musikvideos
- 2008: Fuck the Sex Pistols